# Atherinomorus lineatus
Atherinomorus lineatus е вид лъчеперка от семейство Atherinidae. Видът е уязвим и сериозно застрашен от изчезване.

## Разпространение и местообитание
Разпространен е в Индонезия и Филипини.
Обитава морета и крайбрежия.

## Описание
На дължина достигат до 7,5 cm.